# Maggie Voisin
Maggie Voisin (Whitefish, 14 dicembre 1998) è una sciatrice freestyle statunitense, specializzata in slopestyle e big air.

## Biografia
Originaria di Whitefish e attiva a livello internazionale dal febbraio 2013, Maggie Voisin ha debuttato in Coppa del Mondo il 25 agosto dello stesso anno, giungendo 4ª in slopestyle a Cardrona. Il 20 febbraio 2016 ha ottenuto il suo primo podio nel massimo circuito, classificandosi 2ª nella stessa specialità a Bokwang, nella gara vinta dalla norvegese Tiril Sjåstad Christiansen. Il 5 febbraio 2017 ha ottenuto la sua prima vittoria, imponendosi a Mammoth Mountain.
In carriera ha preso parte a due edizioni dei Giochi olimpici invernali e a una dei Campionati mondiali di freestyle.

## Palmarès

### X Games
- 7 medaglie:
  - 2 ori (slopestyle ad Aspen 2018 e ad Hafjell 2020)
  - 2 argenti (slopestyle ad Aspen 2014; big air ad Hafjell 2020)
  - 3 bronzi (big air ad Hafjell 2017; slopestyle ad Aspen 2019 e ad Aspen 2020)

### Coppa del Mondo
- Miglior piazzamento in classifica generale: 21ª nel 2022
- Miglior piazzamento nella Coppa del Mondo di slopestyle: 6ª nel 2016
- Miglior piazzamento nella Coppa del Mondo di big air: 26ª nel 2022
- 6 podi:
  - 1 vittoria
  - 2 secondi posti
  - 3 terzi posti

#### Coppa del Mondo - vittorie
| Data            | Luogo            | Paese       | Disciplina |
| --------------- | ---------------- | ----------- | ---------- |
| 5 febbraio 2017 | Mammoth Mountain | Stati Uniti | SBS        |

Legenda:

SBS = slopestyle